# William Stafford (Dichter)
William Edgar Stafford (* 17. Januar 1914 in Hutchinson, Kansas; † 28. August 1993 in Lake Oswego, Oregon) war ein amerikanischer Dichter und Pazifist, und der Vater des Dichters und Essayisten Kim Stafford. Er wurde zum 20. Poet Laureate Consultant in Poetry to the Library of Congress im Jahre 1970 ernannt.

## Biografie
Stafford wurde in Hutchinson, Kansas als ältestes Kind einer gebildeten Familie mit insgesamt vier Kindern geboren. Während der Zeit der Großen Depression zog seine Familie von Stadt zu Stadt, damit der Vater eine Arbeit finden konnte. Stafford trug mit zahlreichen Tätigkeiten zum Lebensunterhalt der Familie bei, so etwa als Zeitungsjunge, Feldarbeiter oder Elektrikerlehrling.
1933 absolvierte er das Gymnasium in Liberal, Kansas. Nach dem Besuch des Junior College im Jahre 1937 erhielt er einen BA von der University of Kansas. 1941 wurde er in die U.S. Army eingezogen, aber wegen seines Master-Abschlusses an der University of Kansas absolvierte er statt des Militärdienstes den Zivildienst.

## Karriere
Eines der auffälligsten Merkmale seiner Karriere war, dass sie erst relativ spät begann. Die erste große Gedichtsammlung Traveling Through the Dark wurde publiziert, als Stafford 48 Jahre alt war. Das gleichnamige Gedicht wurde eines der bekanntesten von Stafford. Es beschreibt die Begegnung mit einem frisch getöteten Reh auf einer Bergstraße. Vor der Beseitigung des vermeintlichen Kadavers bemerkt er, dass die Hirschkuh trächtig gewesen ist und das Rehkitz noch lebt ... Im folgenden Jahr 1963 gewann Stafford den National Book Award.
Er erhielt ein eigenes Journal, in dem er 50 Jahre lang seine Werke der Öffentlichkeit präsentierte. Er verfasste rund 22.000 Gedichte, wovon rund 3.000 veröffentlicht wurden. 1992 gewann er den Western States Book Award für sein Lebenswerk in der Poesie.
Am 28. August 1993 starb Stafford an einem Herzinfarkt in Lake Oswego.